# Torre Diamante
De Torre Diamante, ook als Diamantone gekend, is een 140 meter hoge wolkenkrabber in de Italiaanse stad Milaan.  De toren in de Milanese zakenwijk Porta Nuova is gebouwd aan de hoek van de Viale Della Liberazione en de Via Galilei. Het werd gebouwd in het kader van een enorm stadsvernieuwingsproject dat aan het begin van de 21e eeuw werd uitgevoerd.
De toren was bij constructie het op drie na hoogste gebouw in Milaan en het op vier na hoogste bouwwerk van Italië, naast het hoogste stalen gebouw in Italië. In 2020 was het bouwwerk in de ranglijsten al gezakt tot de 7e plaats in Milaan en de 9e plaats in Italië. Het heeft een opmerkelijk veelzijdige structuur, die herinnert aan de vorm van een diamant (wat tevens de naam van het bouwwerk opleverde).
Het gebouw is omgeven door enkele lagere constructies, bijgenaamd Diamantini (de kleine diamanten), die functioneren als continuïteiten van de hoogbouw. Alle faciliteiten zijn bedoeld voor commerciële doeleinden.
De belangrijkste huurder is BNP Paribas bank sinds 2016.

## Ontwerp
De Italiaans-Amerikaanse architect Lee Polisano, lid van de Kohn Pedersen Fox studio, ontwierp het hele masterplan. Polisano werd ondersteund door architect Paolo Caputo en door Jacobs Engineering Group Inc. voor het architectonisch ontwerp, terwijl het structurele plan werd opgesteld door Arup.
Het belangrijkste kenmerk van de toren is de onregelmatige geometrie: de omtrekkolommen van het gebouw zijn hellend in vergelijking met de as. De binnenindeling kenmerkt zich door een centrale kern waaromheen de vloeren zich ontwikkelen. Deze oplossing is gekozen om de hoeveelheid zonlicht die door het gebouw gaat te maximaliseren en een uitzicht op de stad mogelijk te maken.
Een van de doelstellingen van het project "Porta Nuova" was om het energieverbruik drastisch te beperken: alle gebouwen dienden te worden voorzien van hernieuwbare energiebronnen. De Torre Diamante heeft de LEED GOLD-certificering, een ranking door de Green Building Council.

## Bouw
De bouw van het gebouw begon officieel op 28 januari 2010 met de montage van de kranen. Op 1 augustus is gestart met de installatie van de buitenconstructie en de binnenste betonkern. Na ongeveer negen maanden had de toren zes verdiepingen bereikt. Aan het begin van 2011 steeg het tot tien verdiepingen en begon de installatie van de glazen panelen. De bouw kwam in maart dat jaar uit op achttien verdiepingen.
Op 5 juni 2011 bereikte de binnenste betonnen kern de maximale hoogte van het gebouw (140m) en op de top werd de Italiaanse vlag geplaatst. Na ongeveer 5 maanden, in november 2011, had de externe staalconstructie de maximale hoogte bereikt terwijl de plaatsing van de glaspanelen tot op de achtste verdieping was afgewerkt. Tegen eind april waren ook alle glaspanelen geplaatst. De toren werd voltooid op 14 september 2012.
De keuze bij de bouw van de toren voor gelaagd glas in plaats van gehard glas, was om een geveluniformiteit te hebben en om kleine gebreken zoals de golving die typisch is voor industrieel gehard glas te voorkomen.
Een herkenningspunt van het gebouw is de verlichting van de bovenkant in verschillende kleuren, bijvoorbeeld blauw of rood.

## In de media
- De toren was de belangrijkste locatie voor het tweede seizoen van de Italiaanse versie van het televisieprogramma The Apprentice.
- Een deel van de videoclip Io fra tanti van Giorgia is opgenomen op de bovenste verdiepingen van de wolkenkrabber.